# ガチョウ

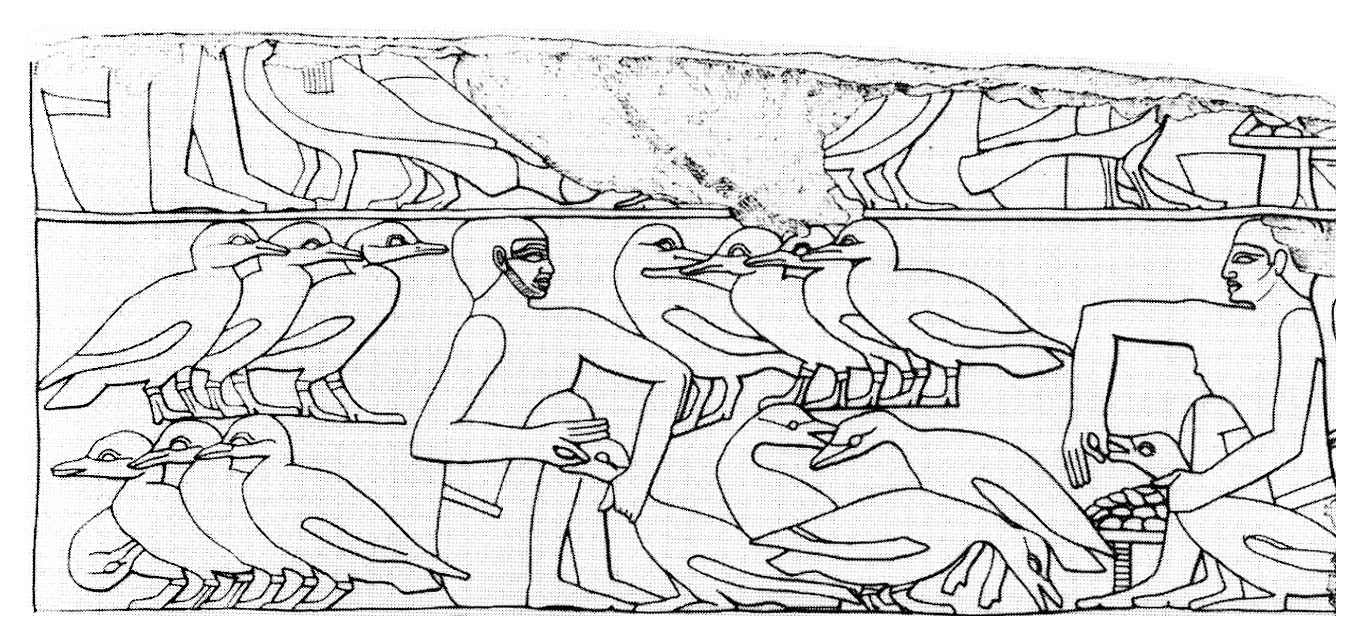
古代エジプト、サッカラにある墓の壁画に描かれた強制給餌の様子。

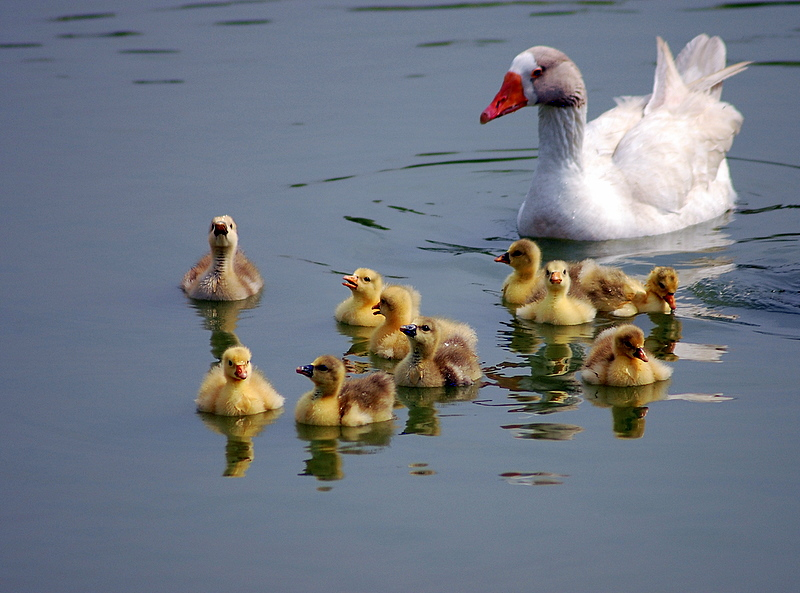
ガチョウの親子

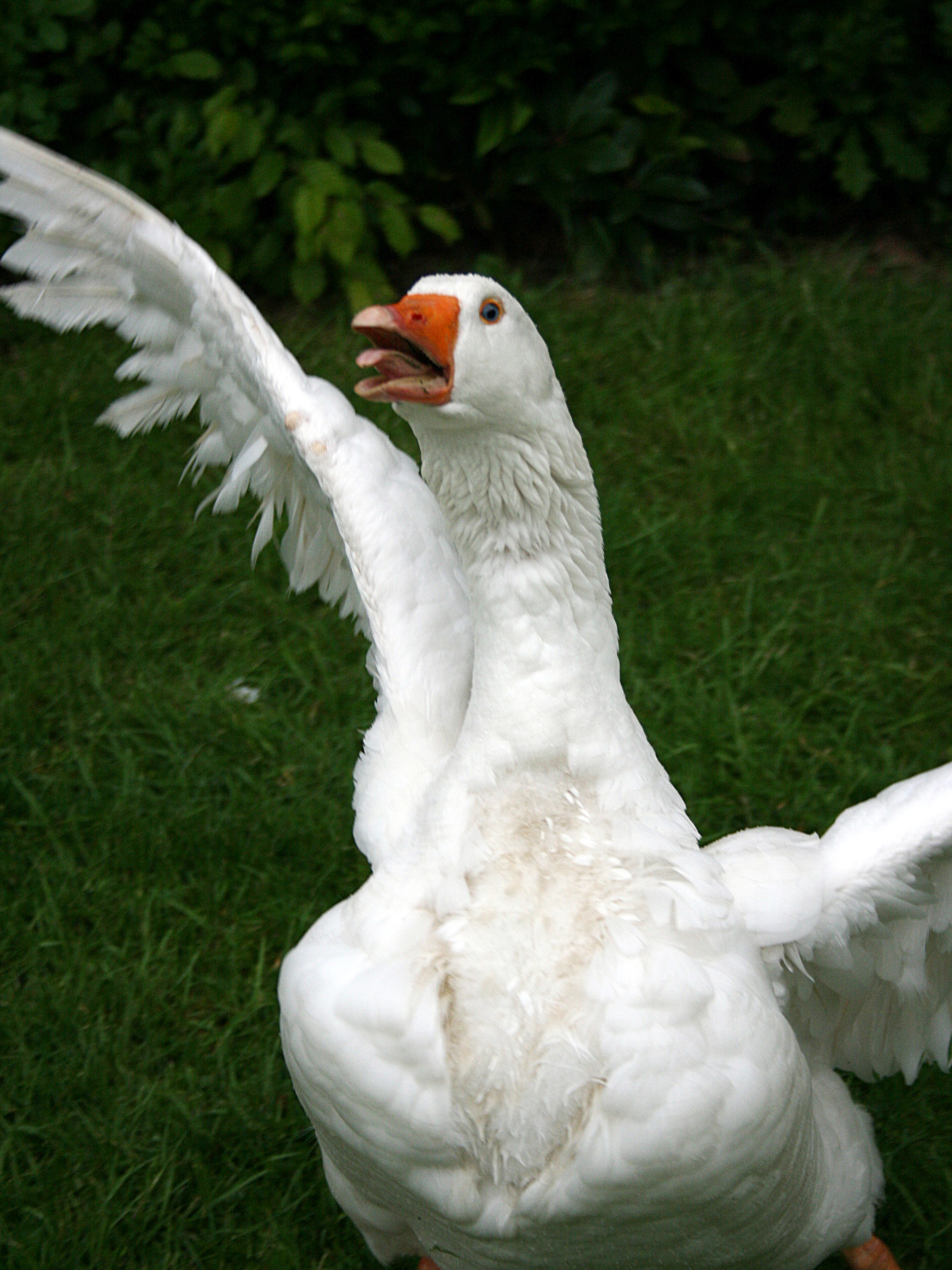
ガチョウの威嚇。また、この画像からでも、口内が確認できる。くちばしの縁が細かい歯状となっている。これは、tomia(単数形：Tomium)と呼ばれるものである。また、舌にも牙状の部位が確認できるが、lingual nailと呼ばれるものである。これらは、水草を口の中で濾して食べるための形状である。

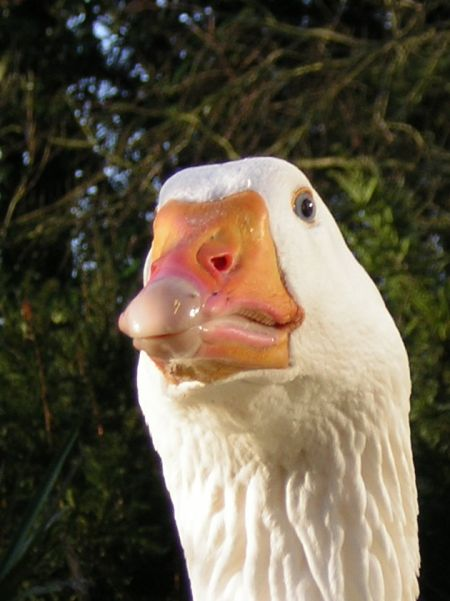
ガチョウの顔。

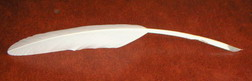
ガチョウの羽

ガチョウ（鵞鳥、鵝鳥、家雁、英: Domestic goose、仏: oie）は、カモ目カモ科ガン亜科の鳥。雁の仲間。家禽。白い姿はアヒルに似ているが互いに別の種。

## 概要
ダーウィンは、本種について著書
にて、
　「野生の雁（ガン・かり）を飼いならして家禽化したもので、家禽としてはニワトリに並ぶ歴史を有しており、古代エジプトにおいてすでに家禽化されていた記録がある」
との旨を記しているが、前半はともかく、後半については、今日では古代エジプトで飼養されていたのは本種ではなく、エジプトガンであるとする学者もいる。ガンと姿形は似ているが、体は大きく太っており、飛ぶ力はほとんどない（飛べないのは同じでも進化の観点から飛べない鳥には当たらない）。
粗食に耐えながらも短期間で成長し、肉質が優れ、良質な羽毛を備える。肉は食用に、油は食用や薬として、また日本ではあまり食用に供されることはないが、世界的には卵も広く食用とされる。羽毛は羽根布団やダウンジャケット、バドミントンのシャトル、鵞ペンなどに用いられるが、羽毛の利用はどちらかといえば副次的なものである。
その一方で警戒心が非常に強く、見知らぬ人間や野良猫等他の動物を見かけると金管楽器を鳴らしたような大声で鳴き騒ぎ、対象を追いまわし首を伸ばしてくちばしで攻撃を仕掛けることから、古来より番犬代わりとなることが知られていた。酒造会社バランタインの醸造所を警護するスコッチ・ウォッチが有名。
ガチョウは、日本全国の一部の小学校飼育小屋でも飼われている。

## 品種
現在飼養されているガチョウはハイイロガンを原種とするヨーロッパ系種と、サカツラガンを原種とする中国系のシナガチョウに大別される。シナガチョウは上くちばしの付け根に瘤のような隆起が見られ、この特徴によりヨーロッパ系種と区別することができる。
またヨーロッパ系種はフランスで品種改良が重ねられたツールーズ種（ツールーズグース）と、オランダ、ドイツで品種改良が重ねられたエムデン種（エムデングース）に大別される。特にツールーズ種は肉用としてよりも、肝臓を肥大化させたフォアグラで有名である。ヨーロッパ系種はヨーロッパとアメリカで、シナガチョウはアジア、アフリカ地域で広く一般に飼われている。
- ローマン・グース ‐ イタリア品種。敵が侵入してきたことを知らせ、ローマを救った伝説などが有名。

## 利用

### 食用
フォアグラで有名であるが、肉や脂、卵も食用になる。料理法としては、ガチョウのローストなどがある。
卵
食用卵となる。鶏卵の重量が50-70gに対して143.2±18.6gで約2倍の重量を持つ。ドイツなどでは、鶏卵より高値で取引されていた。ただ、生産性は、鶏の初産日齢145日前後に比べ300日程度かかり、鶏の年間産卵数300個に比べ、季節繁殖性のガチョウは2‐6月にエムデン種で20‐40個となる。

### 薬用
脂肪を精油したものを、白鵞膏と呼ぶ。白鵞膏は、皮膚を保湿し、腫れ物やしこりを散らす作用があり、主に手足の荒れ、化膿性の腫れ物、でき物の治療に用いる。また、古代エジプトでは、発熱と咳のある患者に、豚の脂肪、小麦、ガチョウの脂を混ぜて夜露にさらしたものを4日間食させた。

### 毛の利用
換羽や屠殺で得られる毛は、さまざまに利用される。

### 除草
アスパラガス、ジャガイモなどの畑、果樹園などで除草のために利用されているが、1950年代以降は除草剤が普及したことにより一般的ではなくなった。

## 逸話
スウェーデン
「ガチョウを料理する」という慣用句は、「希望や計画を台無しにする」との語意でヨーロッパでは口にされている。1560年、スウェーデンで狂気王と渾名されるエリック14世がある街に侵攻したとき、民衆が愚か者を表わすガチョウを街のあちこちに掲げたことに怒った王は、ガチョウもろとも街を焼いてしまい、民衆の思いを台無しにしたとの故事に基づくともいわれる。
中国、明代でのガチョウ肉が腫物に対して悪い物であると考えらえれていた例。
洪武18年（1385年）に、徐達が腫物の悪化で歩行困難となったとき、洪武帝から見舞いの品として、蒸したガチョウが贈られた。しかし当時、ガチョウの肉は腫物にとっては毒と考えられており、洪武帝の意を悟った徐達は、使者を前に涙ながらにガチョウを口にし、数日後に容態が急変して死去したという逸話がある。
闘ガチョウ
ロシアでは、伝統的に闘ガチョウが行われる。
妊娠
2020年に台湾で選挙活動を行っていた韓国瑜が、ガチョウの卵が妊娠によいとしたことから値上がりした。栄養士は、そのような効果はないとコメントしている。

## フィクション
人間に飼われてきた歴史が長いだけに、世界各国の昔話や伝説、神話に頻繁に主役、脇役として登場する。中でも特にイギリスのマザーグースは有名である。イソップ寓話のガチョウと黄金の卵や、グリム童話の黄金のがちょう（Die goldene Gans）の話も広く一般に知られている。
また一方で創作物や小説にも重要な役を担って登場する。アンデルセンの創作童話マッチ売りの少女では、少女がマッチの炎越しに見る幻影の一つに、ご馳走としてのガチョウのローストがある。
アーサー・コナン・ドイルのシャーロック・ホームズシリーズ青い紅玉では、ガチョウにないはずの（餌袋と訳される）食道の素嚢（そのう）（英語: Crop）がある設定になっており、ドイルがなぜそうしたのか議論になっている。
セルマ・ラーゲルレーヴ作の童話、『ニルスのふしぎな旅』では、雁の群れに「お前、飛べないだろう」とバカにされたガチョウのモルテンが、空を飛び、トムテ（スウェーデンでの妖精ノームの一種）により小人にされた主人公ニルスとともに、その雁の群れと渡りを行う。

## 派生語
- ガチョウ足行進
- アメリカでは、卵の形からGoose Eggは0の意で用いられる[19]。
- 鳥肌 ‐ 英語で、goose bumps（ガチョウ＋隆起もしくは瘤の意）、中国語・日本語で鵞皮（ガチョウの皮）という用語が使われる[20]。